# Hannie Stuurman
Johanna (Hannie) Stuurman (Gouda, 28 oktober 1963) is een Nederlands politicus. Zij was namens de Partij van de Arbeid lid van de Tweede Kamer. Eerder was ze vakbondsbestuurder.

## Loopbaan
Hannie Stuurman studeerde tussen 1982 en 1987 sociaal recht aan de Erasmus Universiteit te Rotterdam. Van 1989 tot 2002 was ze in dienst van de Federatie Nederlandse Vakbeweging (FNV), als medewerkster en coördinator van de ledenservice en districtsbestuurder metalektro bij de Industriebond FNV. Na een korte periode als consultant bij een adviesbureau werd ze bij de Tweede Kamerverkiezingen 2003 gekozen als Kamerlid.
In de Kamer hield Stuurman zich vooral bezig met emancipatie, kinderopvangbeleid, medezeggenschap, arbeidsomstandigheden en -tijden en met arbeid en zorg. In 2003 diende ze samen met Marijke Vos (GroenLinks) een initiatiefvoorstel in om de Wet stimulering arbeidsdeelname minderheden (Wet SAMEN) pas per 1 januari 2010 in plaats van per 1 januari 2004 te laten vervallen. Samen met VVD-collega Eske van Egerschot verzette ze zich tegen de Wet Medezeggenschap Werknemers van minister Aart Jan de Geus, die dit voorstel uiteindelijk introk.
Bij de Tweede Kamerverkiezingen 2006 was Stuurman niet herkiesbaar. Op 29 november 2006 nam ze afscheid van het parlement en ging ze weer aan de slag als accountant en management consultant.
Bij de Tweede Kamerverkiezingen 2021 was Stuurman verkiesbaar voor de partij Code Oranje met onder anderen Bert Blase. De partij haalde geen zetels.
In die periodes kwam ze zelf in aanraking met de APPA-regeling, in de volksmond ook wel wachtgeld genoemd. Deze re-integratietrajecten voor ex-politiek bestuurders misten in de ogen van Stuurman soms nog de ruimte om te landen. In die periode werd het zaadje geplant voor Public Lead. Sinds eind 2023 is ze hier actief als managing partner, waar voormalig politieke bestuurders worden ondersteund in hun transitie naar een nieuwe carrière. Ook bieden zij pre-APPA-trajecten aan, met het doel om op tijd na te denken over de periode na een politieke loopbaan. Volgens Stuurman zijn er nog regelmatig vooroordelen over politici, en kan het moeilijk zijn om elders aan het werk te komen.
Na haar politieke carrière heeft Stuurman zich tevens gespecialiseerd in toezichthouden en advisering binnen de zorg- en onderwijssector. Zo bekleedt ze toezichthoudende functies bij diverse zorginstellingen en is ze al jaren actief in de onderwijssector, onder andere als lid van de Raad van Toezicht van het Da Vinci College en voorzitter van de bezwarencommissie bij de Hogeschool Rotterdam.
- Parlement.com: vge7dtphhayh

1. ↑  Tweede Kamerverkiezingen 2021. www.parlement.com. Geraadpleegd op 11 november 2024.
2. ↑  Stuurman, Hannie, Blog van Hannie Stuurman. Geraadpleegd op 3 januari 2024.